# Dècada del 680

## Esdeveniments
- Fundació del xiisme
- Incursions turques a la Xina
- Els àrabs arriben al Marroc
- Lluites constants entre els àrabs i els amazics pel domini del Magrib
- Revoltes internes al Califat omeia

## Personatges destacats
- Justinià II, emperador romà d'Orient
- Abd-al-Màlik, califa omeia, creador del sistema monetari omeia
- Constantí IV, emperador romà d'Orient
- Kàhina, reina amaziga